# Stigmatopora argus
Stigmatopora argus és una espècie de peix de la família dels singnàtids i de l'ordre dels singnatiformes.
Poden assolir fins a 25,4 cm de longitud total. És ovovivípar i el mascle transporta els ous en una bossa ventral, la qual es troba a sota de la cua. És un peix demersal i de clima temperat que viu fins als 8 m de fondària que es troba a Austràlia.